# 白桐树属
白桐树属（学名：Claoxylon）是大戟科下的一个属，为灌木或乔木植物。该属共有80种，分布于东半球热带地区。